# Томпсон, Дженни
Дженнифер Элизабет «Дженни Бет» Томпсон (англ. Jennifer Elisabeth ("Jenny Beth") Thompson; 26 февраля 1973) — американская пловчиха, одна из самых титулованных спортсменок мира. Обладательница 12 олимпийских медалей, в том числе 8 золотых (все — в эстафетном плавании). 18-кратная чемпионка мира: 7 титулов завоевала в 50-метровых бассейнах, 11 — на короткой воде. Специализировалась в плавании вольным стилем (спринт) и баттерфляем. В 2006 году получила диплом врача, в настоящее время работает анестезиологом в одной из больниц Бостона.